# Nephrotoma augustana
Nephrotoma augustana är en tvåvingeart som beskrevs av Alexander 1973. Nephrotoma augustana ingår i släktet Nephrotoma och familjen storharkrankar. Inga underarter finns listade i Catalogue of Life.